# Controllo di errore
Il controllo di errore in elettronica e nelle telecomunicazioni, indica tutti quei meccanismi implementati in un sistema di telecomunicazioni o in una rete di telecomunicazioni finalizzati a rendere affidabile la comunicazione sul canale dal punto di vista dell'integrità informativa tra due terminali o nodi di rete attraverso la rilevazione d'errore e l'eventuale ritrasmissione o la correzione dell'errore nei dati trasmessi.
Un concetto analogo è presente anche in informatica relativo al controllo di errori nel file system di supporti di memorizzazione (es. checkdisk e fsck).

## Descrizione
I meccanismi più diffusi per il controllo d'errore sono:
- controllo di parità: è il metodo più semplice, ma al contempo anche il meno affidabile, e prevede la ritrasmissione in caso di rilevazione d'errore;
- checksum, basato su un algoritmo applicato sul contenuto dell'intero messaggio con la generazione di un numero di controllo; prevede anch'esso la ritrasmissione dei dati;
- codifica di canale attraverso meccanismi di rilevazione ed eventuale richiesta di ritrasmissione ARQ Automatic Repeat Request oppure di rilevazione e correzione d'errore, come per esempio il Forward Error Correction.

In generale la correzione a valle dopo la rilevazione d'errore, sia pur a maggior carico elaborativo da parte del nodo, è necessaria nelle comunicazioni a contenuto altamente sensibile ai ritardi (come nel caso delle applicazioni di fonia) o in generale in tutti i casi in cui la ritrasmissione del segnale originario non è possibile. La correzione di errore si applica anche nelle trasmissioni ad alta capacità o a lungo raggio geografico o che richiedono diverse tratte di rigenerazione del segnale, come nel caso delle trasmissioni ottiche di tipo DWDM.

### Implementazione
Nelle reti di calcolatori il controllo di errore è implementato usualmente sul singolo pacchetto o messaggio a tutti i livelli del modello OSI.
Tali meccanismi possono essere implementati su ciascun nodo interno di transito della rete di trasporto nel caso di comunicazioni particolarmente critiche su mezzi trasmissivi ad alto tasso di errore oppure solo agli estremi della connessione tra due terminali per mezzi trasmissivi a basso tasso di errore o per i livelli ISO-OSI più elevati.